# Val Marie n.º 17
Val Marie n.º 17 es un municipio rural canadiense situado en la provincia de Saskatchewan.

## Superficie
Val Marie n.º 17 tiene una superficie de 3059,22 km².

## Demografía
En 2021, tenía 425 habitantes, una densidad poblacional de 0,1 hab./km², y 115 viviendas.